# Friedrich Vinzenz Reiterer
Friedrich Vinzenz Reiterer (* 4. August 1947 in der Steiermark) ist ein österreichischer Alttestamentler.

## Leben
Nach den Abschlüssen 1971 Mag. phil., 1972 Mag. theol., 1975 Dr. theol. und 1980 Habilitation leitete er ab 1981 die Abteilung für Alttestamentliche Einleitungswissenschaften an der Universität Salzburg. 1982/83 lehrte er als Gastprofessor in Freiburg im Breisgau. Seit 1986 war er Professor an der Universität Salzburg. Seit 1993 lehrte er als Gastprofessor an den Universitäten Vilnius und Kaunas. Von März 2004 bis Februar 2006 war er Fachbereichsleiter. Am 1. Oktober 2012 trat er in den Ruhestand.

## Schriften (Auswahl)
- Gerechtigkeit als Heil. SDQ bei Deuterojesaja. Aussage und Vergleich mit der alttestamentlichen Tradition. Akademische Druck- und Verlagsanstalt, Graz 1976.
- „Urtext“ und Übersetzungen. Sprachstudie über Sir 44, 16-45, 26 als Beitrag zur Siraforschung (= Münchner Universitätsschriften. Katholisch-Theologische Fakultät. Arbeiten zu Text und Sprache im Alten Testament. Band 12). EOS-Verlag, St. Ottilien 1980.
- Gottes Wort im Festkreis: Hilfen für Verkündung und Bibelrunden; Schwerpunkt Altes Testament. Verlag Styria, Graz 1983, ISBN 3-222-11432-3.
- (Ed.): Freundschaft bei Ben Sira : Beiträge des Symposions zu Ben Sira. Salzburg 1995. Walter De Gruyter, Berlin/New York 1996, ISBN 978-3-11-015261-6.
- Text und Buch Ben Sira in Tradition und Forschung. Eine Einführung. In: Friedrich Vinzenz Reiterer, Núria Calduch-Benages (Hrsg.): Bibliographie zu Ben Sira (= Beihefte zur Zeitschrift für die alttestamentliche Wissenschaft. Band 266). Walter de Gruyter, Berlin/New York 1998, ISBN 3-11-016136-2, S. 1–42.
- mit Núria Calduch-Benages (Hrsg.): Bibliographie zu Ben Sira (= Beihefte zur Zeitschrift für die alttestamentliche Wissenschaft. Band 266). Walter de Gruyter, Berlin/New York 1998, ISBN 3-11-016136-2.
- Zählsynopse zum Buch Ben Sira. Erstellt unter Mitarbeit von Renate Egger-Wenzel, Ingrid Krammer, Petra Ritter-Müller und Lutz Schrader. Walter de Gruyter, Berlin/New York 2003, ISBN 3-11-017520-7.